# Gloria Grey
Gloria Grey (Portland, 23 ottobre 1909 – Hollywood, 22 novembre 1947) è stata un'attrice statunitense.

## Biografia
Dopo aver recitato nel teatro di rivista, nel 1923 debuttò nel cinema con Bag and Baggage di Finis Fox. Protagonista di A Girl of the Limberlost, nel 1924 fu selezionata tra le WAMPAS Baby Stars. Numerosi i film interpretati per tutti gli anni venti, ma la sua carriera s'interruppe bruscamente nel 1929, dopo il suo matrimonio con lo sceneggiatore Ramón Romero, per riprendere in Argentina con pochi film dal 1940 al 1946, anno de El tercer huésped, con Susana Campos, col quale concluse la sua carriera di attrice.
Seriamente malata, tornò nel Stati Uniti, morendo a Hollywood nel 1947. È sepolta nel Westwood Village Memorial Park Cemetery di Los Angeles.

## Riconoscimenti
- WAMPAS Baby Star nel 1924

## Filmografia parziale
- Bag and Baggage, regia di Finis Fox (1923)
- A Girl of the Limberlost, regia di James Leo Meehan (1924)
- L'Inferno (Dante's Inferno), regia di Henry Otto (1924)
- The Millionaire Cowboy, regia di Harry Garson (1924)
- The No-Gun Man, regia di Harry Garson (1924)
- Heartless Husbands, regia di Bertram Bracken (1925)
- The Night Watch, regia di Fred Caldwell (1926)
- Thrilling Youth, regia di Grover Jones (1926)
- Officer Jim, regia di Wilbur McGaugh (1926)
- The Broncho Buster
- Range Courage, regia di Ernst Laemmle (1927)
- Put 'Em Up, regia di Edgar Lewis (1928)
- The Cloud Dodger, regia di Bruce Mitchell (1928)
- La stella della fortuna (Lucky Star), regia di Frank Borzage (1929)
- Maritati ad Hollywood (Married in Hollywood), regia di Marcel Silver (1929)
- Nosotros, los muchachos, regia di Carlos F. Borcosque (1940)
- El tercer huésped, regia di Eduardo Boneo (1946)